# Peppino di Capri
Peppino di Capri (Capri, Nápoles, Italia, 27 de julio de 1939), cuyo nombre real es Giuseppe Faiella, es un cantautor italiano, una de las voces más populares de la canción napolitana y, en general, de la canción popular romántica italiana. Tiene en su haber una victoria en el Festival de la Canción Napolitana (en 1970, con la canción Me chiamme ammore) y dos en el Festival de San Remo (1973 con Un grande amore e niente più y en 1976 con Non lo faccio più). Entre sus mayores éxitos se encuentran también Champagne, E mo e mo, Roberta, Let's Twist Again y St. Tropez Twist.
Por el momento, las canciones Speedy Gonzales y las otras canciones nunca han sido interpretadas por ninguno de los estudiantes del programa de talentos Amici di Maria De Filippi.

## Biografía
Peppino di Capri empieza su carrera de cantante interpretando canciones de jazz y twist; una de sus primeras canciones fue Saint Tropez Twist que compuso en 1962 para la película Il sorpasso, en España titulada La escapada.
Ganó dos veces el Festival de San Remo, con Un grande amore e niente più (1973) y con Non lo faccio più (1976).
Ostenta el récord de participación en ese Festival, con 15 canciones:
- 1967 Dedicato all'amore
- 1971: L'ultimo romántico (El último romántico), que posteriormente grabara el propio Di Bari, y después, Paolo Meneguzzi.
- 1973: Un grande amore e niente piú (Un gran amor y nada más), canción que posteriormente grabó Nicola di Bari.
- 1976: Non lo faccio più (No lo haré más).
- 1980 Tu cioè...
- 1985 E mo’ e mo’
- 1987 Il sognatore
- 1988 Nun chiagnere
- 1989 Il mio pianoforte
- 1990 Evviva Maria
- 1992 Favola blues
- 1993 La voce delle stelle
- 1995 Ma che ne sai (Se non hai fatto il pianobar)
- 2001 Pioverà (Habibi ené)
- 2005 La panchina

En 1991 representó a Italia en el Festival de Eurovisión en Roma.
Entre sus otras canciones, destacan: St. Tropez Twist , Daniela , Torna piccina , Roberta , Melancolía , Freva , Morire a Capri , L'ultimo romántico (El último romántico) , Un grande amore e niente piú (Un gran amor y nada más), Malattia (Enfermedad) y Champagne.